# Genjitsu no Yohane
Yohane the Parhelion: Sunshine in the Mirror (幻日のヨハネ Genjitsu no Yohane: Sunshine in the Mirror?), es un proyecto multimedia japonés spin-off de la serie de anime musical de fantasía Love Live! Sunshine!!. La historia sigue a Yohane, una ídol fallida convertida en adivina en la tranquila ciudad de Numazu, y sus hazañas con los otros miembros de la comunidad y su lobo parlante Lailaps.
Genjitsu no Yohane se originó como una serie de ilustraciones incluidas en la revista mensual Love Live! Days a partir de octubre de 2020. En febrero de 2022, estas se adaptaron a Genjitsu no Yohane -Unpolarized Reflexion-, un manga publicado en Love Live! Days.
Una adaptación a serie de anime producida por Sunrise, dirigida por Asami Nakatani y escrita por Toshiya Ōno, con Yumiko Yamamoto diseñando los personajes y Tatsuya Kato regresando para componer la música. Se estrenó en julio de 2023 en Tokyo MX y BS11.

## Sinopsis
Yoshiko Tsushima, una aspirante a ídol afligida por "delirios de grandeza", se vuelve a imaginar como una niña con la capacidad de adivinar el futuro, que vive en una ciudad pintoresca llamada Numazu y tiene aspiraciones más allá de la ciudad, mientras se niega a seguir las reglas. viaja por todo el mundo.

## Personajes

### Principales
Yohane (ヨハネ?)
 Seiyū: Aika Kobayashi
Es una chica que sabe adivinar y quiere dejar su pequeño pueblo, después de no poder convertirse en una idol en la gran ciudad.
Lailaps (ライラプス Rairapusu?)
 Seiyū: Yōko Hikasa
Es un lobo parlante que ayuda a Yohane y vive con ella. También ayuda a Yohane cuando está en problemas.
Hanamaru (ハナマル?)
 Seiyū: Kanako Takatsuki
Es una estudiante de primer año que dirige un templo local en Love Live! Sunshine!!. En esta serie, ella es una vendedora de frutas en la ciudad y amiga de la infancia de Yohane. A menudo la ocupa un animal parecido a un jabalí llamado Shishinoshin.
Dia (ダイヤ Daiya?)
 Seiyū: Arisa Komiya
Es una estudiante de tercer año orgullosa, presidenta del consejo estudiantil y hermana de Ruby en Love Live! Sunshine!!. En esta serie, ella es la directora ejecutiva de la oficina administrativa de la ciudad y es una perfeccionista talentosa.
Ruby (ルビィ Rubii?)
 Seiyū: Ai Furihata
Es una estudiante de primer año y tímida hermana menor de Dia en Love Live! Sunshine!!. En esta serie, es un hada mágica que ayuda a Dia, incluso en las batallas, y es relativamente tímida.
Chika (チカ?)
 Seiyū: Anju Inami
Es una estudiante de primer año, persona que forma un grupo de idols y es parte de una familia que administra una posada tradicional en Love Live! Sunshine!!. En esta serie es una posadera del distrito de Uchira, la menor de tres hermanas, competitiva y tímida. Su identidad secreta es "Katy" en el grupo Million Dollar. Tiene un perro llamado Shiitake, que es la mascota de la posada Tochiman Ryokan.
You (ヨウ Yō?)
 Seiyū: Shuka Saitō
Es una estudiante de segundo año lleno de energía y con una perspectiva positiva en Love Live! Sunshine!!. En esta serie, ella es una mensajera en Numazu, y es enérgica y feliz. También se la conoce como "Yō".
Kanan (カナン?)
 Seiyū: Nanaka Suwa
Es una estudiante de tercer año y amiga de la infancia de Chika en Love Live! Sunshine!!. En esta serie, ella es mecánica de un taller en el distrito de Uchira. Se gana la vida fabricando y reparando barcos a partir de materiales rescatados del océano.
Riko (リコ?)
 Seiyū: Rikako Aida
Es una estudiante transferido de segundo año amable, educada, modesta en Love Live! Sunshine!!. En esta serie, ella es una zoóloga que vive en Numazu, que es curiosa y tranquila.
Mari (マリ?)
 Seiyū: Aina Suzuki
Es una estudiante de tercer año que vive en un hotel y una persona brillante que prefiere actuar por sí misma. En esta serie, los lugareños la conocen como la "Demon Lord", pero prefiere que la llamen "Mari". Vive aislada, en su castillo en la isla Wassimer, y no suele interactuar con personas fuera de la isla, ya que teme sus juicios. Tiene un asistente familiar en el castillo llamado Pellapie, que guía a Yohane y Lailaps a la isla.

### Secundarios
Madre de Yohane (ヨハネの母 Yohane no Haha?)
 Seiyū: Hekiru Shiina
Es la madre de Yohane, es una estudiosa que viaja a menudo al campo. Le preocupa el intento de Yohane de convertirse en un ídol y la anima a regresar al pequeño pueblo donde creció.
Madre de Chika (チカの母 Chika no Haha?)
 Seiyū: Rie Kugimiya
Es la madre de Chika, dirige la posada Tochiman Ryokan y tiene una personalidad alegre. Su identidad secreta es "Big Mom" en el grupo Million Dollar, una organización misteriosa que opera en Numazu.
Shima (シマ?)
 Seiyū: Kana Asumi
Mito (ミト?)
 Seiyū: Kanae Itō
Tsuki (ツキ?)
 Seiyū: Tomoyo Kurosawa
Kohaku (コハク?)
 Seiyū: M.A.O

## Producción

### Episodios
En octubre de 2020, la serie de ilustraciones de fantasía "Genjitsu no Yohane: Sunshine in the Mirror", dibujada por Taira Akitsu, apareció por primera vez en la revista Love Live! Days. Inspiró una serie de manga "Genjitsu no Yohane: Unpolarized Reflexion", lanzada por Kōta Matsuda en la misma revista en febrero de 2022, las cuales presentaban a Yoshiko como el personaje principal. La franquicia de Love Live! publicó un video del Día de los Inocentes en 2022, insinuando la serie. La serie no se anunció oficialmente hasta el 26 de junio de 2022. La serie tiene a Asami Nakatani como directora y Toshiya Ōno como guionista. Cuenta con música de Tatsuya Kato, quien compuso la música de Love Live! Sunshine!!, y Yumiko Yamamoto como diseñadora de personajes. El tema de apertura es "Genjitsu Mysterium" de Aqours, mientras que el tema de cierre es "Kimi no Tame Boku no Tame" del mismo grupo.
El 25 de junio, se estrenó el primer episodio, por Abema, un servicio de transmisión japonés, el mismo día. La serie se estrenó más tarde el 2 de julio en Tokyo MX, Nippon BS Broadcasting, Sun Television, KBS Kyoto y TV Aichi, y en Shizuoka Broadcasting System el 3 de julio. Crunchyroll obtuvo la licencia de la serie fuera de Asia.
En junio de 2023, se anunció el lanzamiento de un video corto en YouTube para conmemorar el anime y el lanzamiento del programa de radio web "Yohane no Uranai Koheya" (Yohane's Fortune-Telling Booth), que aceptará presentaciones de los fanáticos. El mismo mes, Inti Creates reveló que el 16 de noviembre se lanzaría en varias plataformas un juego titulado "Yohane the Parhelion: Blaze in the Deepblue" basado en la serie "Genjitsu no Yohane: Sunshine in the Mirror". utilizando personajes de la serie ilustrada Genjitsu no Yohane: Sunshine in the Mirror y debutó con Tensei Shitara Slime Datta Ken.

### Película
Se anunció una película recopilatoria de la serie el 30 de junio de 2024. La película se estrenará en los cines japoneses el 29 de noviembre de 2024.